# Melocík
Melocík, także U Melocíka (785 m n.p.m.) – przełęcz w Jawornikach na Słowacji.
Przełęcz Melocík znajduje się pomiędzy szczytami Vrchtretina (925 m) i Mraznica (903 m), na granicy miejscowości Kolarovice i Makov. U jej zachodnich podnóży wypływa Kolarovický potok, u wschodnich Kovačov potok. Rejon i stoki przełęczy porasta las. Przez przełęcz przebiega europejska trasa E442, a na przełęczy znajduje się przystanek autobusowy, parking i restauracja.

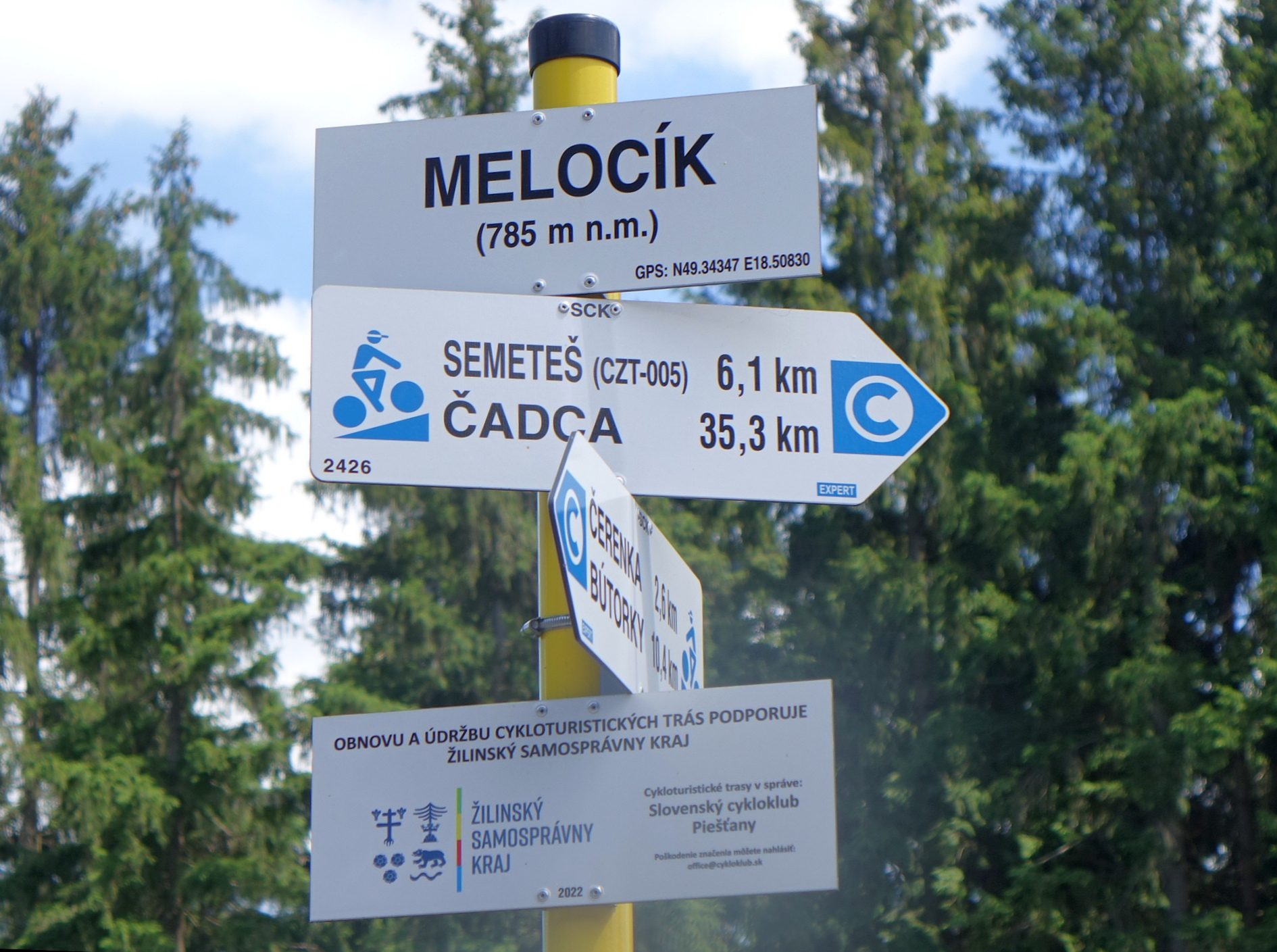
Kierunkowskazy turystyczne na przełęczy

## Szlaki turystyczne
odcinek: Vrchrieka – Ovsenovci – Melocík – Pod Čerenkou – Nad Zapačou – U Lovašov – Makov, Kopanice.